# Kozaki (rejon miński)
Kozaki (biał. Казакі, ros. Казаки) – wieś na Białorusi, w obwodzie mińskim, w rejonie mińskim, w sielsowiecie Horanie.